# Coral Harbour Airport
Coral Harbour Airport (franska: Aéroport de Coral Harbour) är en flygplats i Kanada. Den ligger i den östra delen av landet, 2 100 km norr om huvudstaden Ottawa. Coral Harbour Airport ligger 64 meter över havet.
Terrängen runt Coral Harbour Airport är platt, och sluttar söderut. Runt Coral Harbour Airport är det mycket glesbefolkat, med 4 invånare per kvadratkilometer.. Närmaste större samhälle är Coral Harbour, 11,4 km sydost om Coral Harbour Airport.
Trakten runt Coral Harbour Airport består i huvudsak av gräsmarker.